# Vingarna
För andra betydelser, se Vingarna (olika betydelser).
Vingarna (engelska: Wings) är en amerikansk dramafilm från 1927 i regi av William A. Wellman. I huvudrollerna ses Clara Bow, Charles 'Buddy' Rogers och Richard Arlen.
Filmen hade biopremiär i Sverige den 10 januari 1929.

## Handling
Två unga flygare från samma ort i Amerika beger sig till Europa för att delta som frivilliga jaktflygare på västfronten. De blir kära i samma flicka, Sylvia Lewis, men bara Armstrongs känslor blir besvarade. Efter ett missförstånd tror även Powell att hans känslor är besvarade. Under en permission i Paris blir Powell berusad och träffar på Mary Preston som är förälskad i Powell utan att han vet om det. Mary hjälper Powell till hans hotell, där hon också sover över. När han vaknar på morgonen är hon borta och han vet inte vem hon var. 
Efter en tid uppdagar Powell att Sylvia är förälskad i Armstrong och han drar sig ifrån sin tidigare kamrat. De flyger inte längre uppdrag tillsammans, men en dag beordras de att utföra ett gemensamt uppdrag mot två tyska observationsballonger, uppdraget lyckas men de anfalls av tyska stridsflygplan. Powell överger sin kamrat och Armstrong skjuts ner och rapporteras som saknad. 
Efter kriget återvänder Powell till USA och träffar på Mary igen, och det blir hon som får hjälpa honom att bära skuldbördan om sveket mot Armstrong.

## Om filmen
Vingarna är baserad på före detta jaktpiloten John Monk Saunders bok.
Wellman lyckades med Vingarna producera en magnifik flygfilm – den var en av de allra sista stumfilmerna men skildrade ändå krigets verklighet – som fångade publiken. En liten roll i filmen spelades av Gary Cooper; hans skildring hur flygeleven White dör under sin första ensamflygning är mycket fint gjord.

## Kritik
Filmen möttes med stor entusiasm av både kritiker och publiken. Den tilldelades 1927-1928 års Oscarstatyett för bästa film, för övrigt den första Oscar som delades ut eftersom priset instiftades 1928. Den första Oscarsgalan hölls i maj 1929.

## Rollista (i urval)
- Clara Bow – Mary Preston
- Charles 'Buddy' Rogers – Jack Powell
- Richard Arlen – David Armstrong
- Jobyna Ralston – Sylvia Lewis
- El Brendel – Herman Schwimpf
- Richard Tucker – Air commander
- Gary Cooper – Cadet White
- Gunboat Smith – The sergeant
- Henry B. Walthall – Davids pappa
- Roscoe Karns – Lt. Cameron
- Julia Swayne Gordon – Davids mamma
- Arlette Marchal – Celeste
- Carl von Haartman – Tysk officer